# کبولتی
کبولتی (به گرجی: ქობულეთი) شهری در استان آجاریا گرجستان است. جمعیت این شهر طبق سرشماری سال ۲۰۰۹ میلادی ۱۸٬۹۰۰ نفر بوده‌است.